# Mold (Praxis)
Mold è il quarto album in studio del progetto musicale statunitense Praxis, pubblicato nel 1998.

## Tracce
Musiche di Bill Laswell.
1. Meldt – 9:10
2. Narcoleprosy – 4:13
3. Electric Soil – 3:25
4. Sunshine – 3:04
5. Babble Streain – 5:24
6. First Wish After Death – 1:37
7. Lichenous Shock – 6:52
8. Throes of Rasputin – 8:54
9. Sqlxzin – 4:14
10. Septic Plague – 12:59
11. Viral Sonata #69 – 8:05

## Formazione
- Bill Laswell - basso, scratching
- Alex Haas - tastiere
- Pat Thrall - chitarra
- Peter Wetherbee - sintetizzatore, chitarra, batteria, voce, effetti